# Салче (Белуно)
Салче (итал. Salce) је насеље у Италији у округу Белуно, региону Венето.
Према процени из 2011. у насељу је живело 461 становника. Насеље се налази на надморској висини од 414 м.